# Snooker-Saison 2000/01
Die Snooker-Saison 2000/01 war eine Serie von Snooker-Turnieren, die der Main Tour angehörten. 15 Titel wurden in dieser Saison vergeben, bei acht Turnieren gab es auch Weltranglistenpunkte zu gewinnen.

## Saisonergebnisse
Die Tabelle zeigt die Ergebnisse der Finalspiele in dieser Saison.
| Datum                             | Turnier                           | Austragungsort | Art                   | Sieger            | Finalgegner       | Ergebnis |
| 26. August bis 3. September 2000  | Champions Cup 2000                | Brighton       | Einladungsturnier     | Ronnie O’Sullivan | Mark Williams     | 7:5      |
| 1. Oktober bis 8. Oktober 2000    | British Open 2000                 | Plymouth       | Weltranglistenturnier | Peter Ebdon       | Jimmy White       | 9:6      |
| 13. Oktober bis 22. Oktober 2000  | Grand Prix 2000                   | Telford        | Weltranglistenturnier | Mark Williams     | Ronnie O’Sullivan | 9:5      |
| 24. Oktober bis 29. Oktober 2000  | Scottish Masters 2000             | Motherwell     | Einladungsturnier     | Ronnie O’Sullivan | Stephen Hendry    | 9:6      |
| November 2000                     | Merseyside Professional 2000      | Liverpool      | Non-ranking-Turnier   | Michael Holt      | Rod Lawler        | 5:3      |
| 5. November bis 16. November 2000 | Benson & Hedges Championship 2000 | Malvern        | Einladungsturnier     | Shaun Murphy      | Stuart Bingham    | 9:7      |
| 18. November bis 3. Dezember 2000 | UK Championship 2000              | Bournemouth    | Weltranglistenturnier | John Higgins      | Mark Williams     | 10:4     |
| 9. Dezember bis 17. Dezember 2000 | China Open 2000                   | Shenzhen       | Weltranglistenturnier | Ronnie O’Sullivan | Mark Williams     | 9:3      |
| 13. Januar bis 21. Januar 2001    | Nations Cup 2001                  | Newcastle      | Einladungsturnier     | Schottland        | Irland            | 6:2      |
| 24. Januar bis 28. Januar 2001    | Welsh Open 2001                   | Cardiff        | Weltranglistenturnier | Ken Doherty       | Paul Hunter       | 9:2      |
| 4. Februar bis 11. Februar 2001   | Masters 2001                      | London         | Einladungsturnier     | Paul Hunter       | Fergal O’Brien    | 10:9     |
| 21. Februar bis 25. Februar 2001  | Malta Grand Prix 2001             | Portomaso      | Einladungsturnier     | Stephen Hendry    | Mark Williams     | 7:1      |
| 11. März bis 17. März 2001        | Thailand Masters 2001             | Bangkok        | Weltranglistenturnier | Ken Doherty       | Stephen Hendry    | 9:3      |
| 27. März bis 1. April 2001        | Irish Masters 2001                | Dublin         | Einladungsturnier     | Ronnie O’Sullivan | Stephen Hendry    | 9:8      |
| 8. April bis 15. April 2001       | Scottish Open 2001                | Aberdeen       | Weltranglistenturnier | Peter Ebdon       | Ken Doherty       | 9:7      |
| 21. April bis 7. Mai 2001         | Snookerweltmeisterschaft 2001     | Sheffield      | Weltranglistenturnier | Ronnie O’Sullivan | John Higgins      | 18:14    |

## Weltrangliste
Die Snookerweltrangliste wurde erst nach einer vollendeten Saison aktualisiert und berücksichtigte die Leistungen der vergangenen zwei Spielzeiten. Die folgende Tabelle zeigt die 32 bestplatzierten Spieler der Saison 2000/01; sie beruht also auf den Ergebnissen aus 1998/99 und 1999/2000. In Klammern ist jeweils die Vorjahresplatzierung angegeben.
| Platz 1 – 8 | Platz 1 – 8           | Platz 9 – 16 | Platz 9 – 16          | Platz 17 – 24 | Platz 17 – 24      | Platz 25 – 32 | Platz 25 – 32      |
| ----------- | --------------------- | ------------ | --------------------- | ------------- | ------------------ | ------------- | ------------------ |
| 1           | Mark Williams (3)     | 9            | Fergal O’Brien (11)   | 17            | Steve Davis (15)   | 25            | Darren Morgan (23) |
| 2           | John Higgins (1)      | 10           | John Parrott (5)      | 18            | Jimmy White (16)   | 26            | Tony Drago (20)    |
| 3           | Stephen Hendry (2)    | 11           | Anthony Hamilton (10) | 19            | Graeme Dott (25)   | 27            | James Wattana (22) |
| 4           | Ronnie O’Sullivan (4) | 12           | Peter Ebdon (13)      | 20            | Dominic Dale (19)  | 28            | Brian Morgan (31)  |
| 5           | Stephen Lee (6)       | 13           | Dave Harold (17)      | 21            | Chris Small (18)   | 29            | Drew Henry (45)    |
| 6           | Matthew Stevens (9)   | 14           | Paul Hunter (12)      | 22            | Mark King (14)     | 30            | Terry Murphy (30)  |
| 7           | Ken Doherty (7)       | 15           | Marco Fu (35)         | 23            | Nigel Bond (21)    | 31            | Joe Perry (34)     |
| 8           | Alan McManus (8)      | 16           | Joe Swail (28)        | 24            | Billy Snaddon (24) | 32            | Quinten Hann (26)  |